# 2306 Bauschinger
2306 Bauschinger è un asteroide della fascia principale del diametro medio di circa 21,27 km. Scoperto nel 1939, presenta un'orbita caratterizzata da un semiasse maggiore pari a 2,7315928 UA e da un'eccentricità di 0,0607875, inclinata di 4,23455° rispetto all'eclittica.
L'asteroide è dedicato all'astronomo tedesco Julius Bauschinger.